# Antonio Livi
Monsignor Antonio Livi (Prato, 25 agosto 1938 – Roma, 2 aprile 2020) è stato un teologo e filosofo italiano cattolico, nonché presbitero della Diocesi di Roma.

## Biografia
Allievo di Étienne Gilson, ha collaborato con Cornelio Fabro, Augusto Del Noce ed Evandro Agazzi; è l'iniziatore della scuola filosofica del senso comune, rappresentata dalla ISCA (International Science and Commonsense Association), che ha come organo ufficiale la rivista Sensus communis - International Yearbook of Alethic Logic.
Fondatore della Casa editrice Leonardo da Vinci, fu membro associato della Pontificia Accademia di San Tommaso, decano e professore emerito della Facoltà di Filosofia della Pontificia Università Lateranense. Elaborò con Giovanni Paolo II alcune parti dell'enciclica Fides et ratio.

## Il senso comune
«Senso comune» è il termine utilizzato da Livi in chiave anti-cartesiana per individuare le certezze naturali e incontrovertibili possedute da ogni uomo. Non si tratta di una facoltà o di strutture cognitive a priori, ma di un sistema organico di certezze universali e necessarie che derivano dall'esperienza immediata e sono la condizione di possibilità di ogni ulteriore certezza. Livi ha per primo precisato quali siano queste certezze e ha provato con il metodo della presupposizione che esse sono in effetti il fondamento della conoscenza umana. Il senso comune comprende dunque l'evidenza dell'esistenza del mondo come insieme di enti in movimento; l'evidenza dell'io, come soggetto che si coglie nell'atto di conoscere il mondo; l'evidenza di altri come propri simili; l'evidenza di una legge morale che regola i rapporti di libertà e responsabilità tra i soggetti; l'evidenza di Dio come fondamento razionale della realtà, prima causa e ultimo fine, conosciuto nella sua esistenza indubitabile grazie a una inferenza immediata e spontanea, la quale lascia però inattingibile il mistero della sua essenza, che è la Trascendenza in senso proprio. Queste certezze sono a fondamento di un sistema di logica aletica su base olistica.
Tra gli studi recenti sul sistema della logica aletica elaborato da Antonio Livi vanno ricordati i saggi di Evandro Agazzi ("Valori e limiti del senso comune", Franco Angeli, Milano 2004), Pier Paolo Ottonello ("Livi", in "Profili", Marsilio Editori, Venezia 2011), di Piero Vassallo ("Antonio Livi, la riabilitazione del senso comune", in "Memoria e progresso", Fede & Cultura, Verona 2009, pp. 135-140), di Francesco Arzillo, Il fondamento del giudizio. Una proposta teoretica a partire dalla filosofia del senso comune di Antonio Livi (Casa Editrice Leonardo da Vinci, Roma 2011), di Fabrizio Renzi, La logica aletica e la sua funzione critica. Analisi della nuova proposta teoretica di Antonio Livi  (Casa Editrice Leonardo da Vinci, Roma 2012) e di William Slattery, The Logic of Truth. Thomas Aquinas' Epistemology and Antonio Livi's Alethic Logic (Casa Editrice Leonardo da Vinci, Roma 2015). Hanno scritto su Livi anche Matteo Andolfo (storico della Filosofia antica), Dario Sacchi (filosofo della Università Cattolica di Milano), Georges Cottier (Teologo della Casa pontificia), Rino Fisichella (rettore magnifico dell'Università Lateranense), Eudaldo Forment (filosofo dell'Università di Barcellona), Umberto Galeazzi (docente di Filosofia dell'Università di Chieti), Mario Pangallo (docente di Storia della filosofia nell'Università Gregoriana) e Vittorio Possenti (filosofo morale dell'Università di Venezia).

## Influenze e critiche
Da Gilson, Fabro ed Agazzi ha appreso ad affrontare i problemi essenziali della speculazione metafisica in dialogo con grandi pensatori dell'antichità (Platone, Aristotele, gli Stoici, Agostino), del Medioevo (Anselmo, Tommaso, Duns Scoto) e dell'età moderna (Vico, Kierkegaard, Rosmini). Convinto assertore del metodo realistico di interpretazione dell'esperienza, Livi ne ha difeso le ragioni utilizzando sistematicamente gli strumenti dialettici offerti dai pensatori della scuola analitica, da Ludwig Wittgenstein a Barry Smith.

## Attività
- Fondatore e presidente dell'International Science and Commonsense Association (ISCA).
- Membro di L'Arcipelago. Società Internazionale per l'Unità delle Scienze (Genova), a partire dalla sua istituzione nel 1990.
- Fondatore e direttore (dal 1984 al 1999) di Cultura e libri, mensile di orientamento bibliografico.
- Fondatore e direttore (dal 1994) della Grande Enciclopedia Epistemologica, collana di monografie di argomento epistemologico.
- Fondatore e direttore di Sensus communis. - International Yearbook for Studies and Research on Alethic Logic (dal 1999).
- Docente di Logica e Filosofia della conoscenza nella Pontificia Università Lateranense (1993-1996); professore stabile ordinario della stessa materia dal 1996.
- Docente di Antropologia alla Libera Università "Campus Bio-medico" (Roma) nell'anno accademico 1993-1994.
- Visiting professor nell'Università di Navarra (Spagna) e nella Pontificia Università della Santa Croce (Roma) dal 1996.
- Decano della Facoltà di Filosofia della Pontificia Università Lateranense dal 2002 al 2008.
- Direttore della rivista internazionale di filosofia Aquinas dal 2002 al 2008.
- Direttore editoriale della Casa editrice Leonardo da Vinci di Roma.
- Professore emerito di Filosofia della conoscenza nella Pontificia Università Lateranense dal 2008.
- Direttore del Consiglio scientifico per la pubblicazione delle Opere complete del cardinale Giuseppe Siri presso l'Editore Fabrizio Serra (Pisa-Roma).
- Direttore editoriale, dal 2015, della rivista di apologetica teologica Fides Catholica.
- Co-fondatore, nel 2014, assieme ai presbiteri e teologi Ariel Stefano Levi di Gualdo e Giovanni Cavalcoli, O.P., della rivista di teologia ecclesiale e aggiornamento pastorale L'Isola di Patmos.

## Opere

### Libri
- Il cristianesimo nella filosofia (Il problema della filosofia cristiana nei suoi sviluppi storici e nelle prospettive attuali), L'Aquila: Ed. Japadre, 1969
- Etienne Gilson: filosofia cristiana e idea del limite critico, Pamplona: Ediciones Universidad de Navarra, 1970
- Blondel, Bréhier, Gilson, Maritain: il problema della filosofia cristiana Bologna: Pàtron, 1974
- Louis Althusser: "La revolución teórica de Marx" y "Leer el Capital", Madrid: Editorial Magisterio Español, 1976
- Cristo non è Marx, Torre del Benaco: Ed. Colibrì, 1979
- Etienne Gilson: "El espiritu de la filosofia medieval" Madrid: Editorial Magisterio Español, 1980
- Filosofia del senso comune (Logica della scienza e della fede) Milano: Ed. Ares, 1990
- Il senso comune tra razionalismo e scetticismo (Vico, Reid, Jacobi, Moore) Milano: Editrice Massimo, 1992
- Lessico della filosofia (Etimologia, semantica e storia dei termini filosofici) Milano: Edizioni Ares, 1995
- Il principio di coerenza (Senso comune e logica epistemica), Roma: Editore Armando, 1997
- Tommaso d'Aquino: il futuro del pensiero cristiano Milano: Mondadori, 1997
- La filosofia e la sua storia, vol. I: La filosofia antica e medioevale; vol. II: La filosofia moderna; vol. III: La filosofia contemporanea (tomo 1: L'Ottocento; tomo 2: Il Novecento) Roma: Società editrice Dante Alighieri, 1997-1998 (seconda edizione 2000; terza edizione 2001)
- Dizionario storico della filosofia, Roma: Società Editrice Dante Alighieri, 2000 (seconda edizione 2001)
- La ricerca della verità Roma: Leonardo da Vinci, 2001
- Verità del pensiero (Fondamenti di logica aletica) Roma: Lateran University Press, 2002
- Razionalità della fede nella Rivelazione (Un'analisi filosofica alla luce della logica aletica) Roma: Leonardo da Vinci, 2005
- La ricerca della verità (Dal senso comune alla dialettica) Roma: Leonardo da Vinci, 2005 (terza edizione aumentata, 2005)
- L'epistemologia di Tommaso d'Aquino e le sue fonti Napoli: Editoriale comunicazioni sociali, 2005
- Senso comune e logica aletica Roma: Leonardo da Vinci, 2005 (terza edizione aumentata, 2007).
- Reasons for Believing. On the Rationality of Christian Faith Aurora (Colorado): The Davies Group Publishers, 2005
- Perché interessa la filosofia e perché se ne studia la storia Roma: Leonardo da Vinci, 2006
- Storia sociale della filosofia, vol. I: La filosofia antica e medioevale; vol. II: La filosofia moderna; vol. III: La filosofia contemporanea (tomo 1: L'Ottocento; tomo 2: Il Novecento) Roma: Società Editrice Dante Alighieri, 2005-2007
- Logica della testimonianza (Quando credere è ragionevole), Roma: Lateran University Press, 2007
- Senso comune e metafisica. Sullo statuto epistemologico della filosofia prima Roma: Leonardo da Vinci, 2007
- Nuovo Dizionario storico della filosofia Roma: Società Editrice Dante Alighieri, 2008
- (ed.) Premesse razionali della fede. Filosofi e teologi a confronto sui praeambula fidei Roma: Lateran University Press, 2008
- Etica dell'imprenditore. Le decisioni aziendali, i criteri di valutazione e la dottrina sociale della Chiesa Roma: Leonardo da Vinci, 2008
- Dizionario critico della filosofia, Roma: Società Editrice Dante Alighieri, 2009.
- Filosofia e teologia, Bologna: Edizioni Studio Domenicano, 2009.
- Il senso comune al vaglio della critica, Roma: Leonardo da Vinci, 2010.
- Filosofia del senso comune. Logica della scienza e della fede, nuova edizione interamente rielaborata, Roma: Casa Editrice Leonardo da Vinci, 2010.
- Vera e falsa teologia. Come distinguere l'autentica "scienza della fede" da un'equivoca "filosofia religiosa", Roma: Casa Editrice Leonardo da Vinci, 2012.
- L'istanza critica, Roma: Leonardo da Vinci, 2013.
- La certezza della verità. Il sistema della logica aletica e il procedimento della giustificazione epistemica, Roma: Leonardo da Vinci, 2013.
- Dogma e pastorale. L'ermeneutica del Magistero, dal Vaticano II al Sinodo sulla famiglia, Roma: Leonardo da Vinci, 2013.
- Le leggi del pensiero. Come la verità viene al soggetto, Roma: Leonardo da Vinci, 2016.
- Teologia e Magistero, oggi, Roma: Leonardo da Vinci, 2017.
- Vera e falsa teologia. Come distinguere l'autentica "scienza della fede" da un'equivoca "filosofia religiosa", quarta edizione, con un'Appendice su Gli equivoci della teologia morale dopo la "Amoris laetitia'", Roma: Leonardo da Vinci, 2018.

### Saggi
- "Étienne Gilson: il tomismo come filosofia cristiana", in Antonio Piolanti (ed.), San Tommaso nella storia del pensiero, Vatican City: Libreria Editrice Vaticana, 1982.
- "La filosofia di Etienne Gilson", in Antonio Piolanti (ed.), Etienne Gilson, filosofo cristiano, Vatican City: Libreria Editrice Vaticana, 1985.
- Étienne Gilson, in Gran enciclopedia Rialp, IV ed., Madrid: Ediciones Rialp, 1988, vol. XXV, coll. 850-857.
- "La enciclica Aeterni Patris y el movimiento neotomista", in Pedro Rodriguez (ed.), Tomas de Aquino, también hoy, Pamplona: Ed. Universidad de Navarra, 1990.
- "L'unità dell'esperienza nella gnoseologia tomista", in Antonio Piolanti (ed.), Noetica, critica e metafisica in chiave tomistica, Vatican City: Libreria Ed. Vaticana, 1991.
- "Senso comune e unità delle scienze", in Rafael Martinez (ed.), Unità e autonomia del sapere: il dibattito del XIII secolo, Rome: Ed. Armando, 1994.